# 7: The Best of Stryper
7: The Best of Stryper è una raccolta degli Stryper pubblicata il 23 marzo 2003 per l'Etichetta discografica Hollywood Records.
Il disco contiene anche due tracce inedite: "Something" e "For You".

## Tracce
1. Something (New Track)(3:37)
2. For You (New Track)(3:58)
3. Shining Star (4:22)
4. Lady (4:53)
5. All for One (4:31)
6. In God We Trust (3:58)
7. Always there for You (4:11)
8. To Hell with the Devil (4:07)
9. Calling on You (3:59)
10. Free (3:41)
11. Honestly (4:08)
12. The Way (3:37)
13. Soldiers Under Command (5:03)
14. Makes me Wanna Sing (2:51)
15. Reach Out (5:21)
16. From Wrong to Right (3:51)
17. Loving You (4:15)
18. Believe (3:57)

## Formazione
- Michael Sweet - voce, chitarra
- Oz Fox - chitarra, voce
- Tim Gaines - basso
- Robert Sweet - batteria